# ルイ・ルロワール
ルイ・フェデリコ・ルロワール（Luis Federico Leloir、1906年9月6日-1987年12月2日）はアルゼンチンの生化学者、医師。王立協会外国人会員。
彼が1970年に授与されたノーベル化学賞は、アルゼンチン人としてもヒスパニック系としても初の例であった。ルイはフランス生まれだが、彼自身が当地に在住した期間は短く、ほとんどの教育はブエノスアイレス大学などアルゼンチンで受けた。彼が生涯運営し続けた私立の研究機関（カンポマール基金生化学研究所）はいつも中古の設備と財政難に苦労していたが、炭水化物の新陳代謝（糖代謝）を司る糖ヌクレオチド・腎臓と高血圧症に関する研究は国際的に高い評価を受け、また先天的な病気であるガラクトース血症の病理解析についても輝かしい業績を挙げた。

## 生涯

### 誕生から青年期まで
1906年中ごろ、ルイの両親は、父フェデリコが罹患していた病の手術を受けるためにブエノスアイレスを出発しパリを訪れていた。しかし8月下旬、治療の甲斐なく父は亡くなり、そのわずか一週間後、母オルテンシア・アギーレ・ルロワールは、エトワール凱旋門に程近いヴィクトル・ユーゴー通り81番地の古い家でルイを出産した。1908年に母子はアルゼンチンに戻り、その後ルイは8人の兄弟とともに、祖父母がスペインのバスク地方から移住した時に購入した広大な所有地で暮らした。なお、この地所は「El Tuyú」という名がついた40,000ヘクタールもの広さを持った場所で、その中には温泉地「San Clemente del Tuyú」や化石で知られる「Mar de Ajó」がある。
このような自然の題材に溢れた土地で少年期を過ごしたためか、ルイは自然現象を観察することに興味を覚えた。そして、自然科学と生物学とを関連づける書物を読みあさり、また学校でもその分野を特に勉強した。しかし、彼が受けた教育は小学校（Escuela General San Martín）、中学校（Colegio Lacordaire）そしてイギリスのボーモント・カレッジ（パブリックスクール）での数ヶ月だけであった。後にパリの工科大学で建築を学ぶも成績は振るわず、すぐに退学してしまう始末だった。
その一方で、妙なところで創意工夫を生み出す男でもあった。ルイのエピソードに、彼発明の「サルサ・ゴルフ」と名づけられたソースの話がある。おそらく1920年代であろう、マル・デル・プラタの海辺のクラブで友達グループと昼食を楽しんでいたとき、彼はケチャップとマヨネーズを混ぜ合わせた独特のソースを作りクルマエビ料理の味付けをした。後年、ルイが研究費の捻出に苦慮していた頃、「あのソースの特許を出願しておけば良かったよ。そうすればこんなに困ることはなかったのにね」とジョークを飛ばしたと伝わっている。

### ブエノスアイレスでの出会い
アルゼンチンに戻ったルイは、公民権を得てブエノスアイレス大学の薬学部に進み、博士号取得を目指した。4度もあった解剖学試験などに苦しみはしたが、1932年、彼は卒業に漕ぎ着けて付属病院に職を得、ラモス・メヒア病院でインターンとして働き始めた。しかし、そこで同僚との衝突や治療方法の混乱などを目の当たりにし、ルイは病院を去り研究に打ち込む決心をした。彼はその真意について「私たちが患者のために出来ることはほとんどなかった…抗生物質、向精神薬、その他の新しい治療薬について（その当時の）私たちはあまりにも無知だった」と述べている。
1933年ルイは、後に彼の研究主題を副腎と糖代謝の探求に導くことになる、ノーベル生理学・医学賞1947年度受賞者のバーナード・ウッセイと出会った。これは、ウッセイがルイのいとこにあたる作家ビクトリア・オカンポの義兄弟と友人関係にあったことがきっかけとなった。この義兄弟の紹介で二人は共同研究を始め、この良好な関係は1971年にウッセイが世を去るまで続いた。ウッセイ死去の前年、ノーベル賞授賞式スピーチでルイは自分のキャリアを振り返り、「私が研究者としてここにいるのは、さるお方の導きによるものです。それは、バーナード・アルバート・ウッセイ教授です」と語った。

### 再び勉学に勤しむ
ウッセイとの共同研究を始めてわずか2年後には、ルイは非常に優れた博士論文を執筆する研究者としてブエノスアイレス大学薬学部から注目されていた。その一方でルイ自身は物理学・数学・化学・生物学などでの己の知識不足を自覚し、聴講生として大学に通っていた。そして1936年、彼はより深い知識を得るためにイギリスに渡り、ケンブリッジ大学の生化学教授にして1929年に成長を促進するビタミンの発見でノーベル生理学・医学賞を受賞していたフレデリック・ホプキンズ教授に師事した。ここでルイは生化学研究所に属し、酵素特にシアン化物とピロリン酸塩が酸脱水素酵素活性にもたらす影響を専門に研究を行なった。この時から彼は糖代謝の専門家としての道を歩み始めた。

### 世界大戦の影

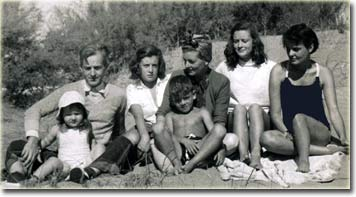
ルイ(左上)と家族。1951年

1937年ルイはブエノスアイレスへ戻り、1943年にはアメリア・スベルブーレルと結婚した。しかしこの時期のアルゼンチンは混乱と紛争の真っ只中にあった。彼の盟友ウッセイはドイツでナチ政権のファシストに抗議する署名にサインしていたため、枢軸国寄りのペドロ・パブロ・ラミレス軍事政権によってブエノスアイレス大学から追放された。1944年、ルイも避難する形でアメリカに移住し、セントルイス・ワシントン大学薬理学部の、カール・コリ、ゲルティー・コリ等の研究室助手の職を得た。その後彼はコロンビア大学医科大学院でデヴィッド・グリーンの研究室助手を務めた。後に彼は、母国での研究所設立の動機付けをしてくれたのはグリーンであると回想している。ただ、彼にアメリカの外国人永住権が発行された時には、既にルイはアルゼンチンに帰国し、研究所設立準備を進めていた。

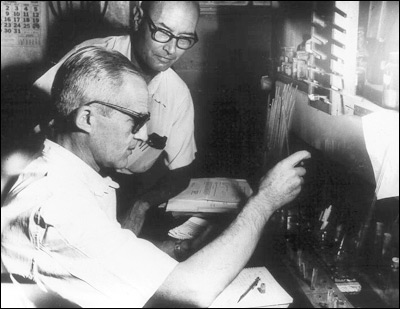
研究所でのルイ(手前)とCarlos Eugenio Cardini。1960年

### 研究所立ち上げ
アメリカから1945年に帰国したルイは、ビジネスマンのハイメ・カンポマールの援助を得て1947年にウッセイとともに私立研究所（Instituto de Investigaciones Bioquímicas de la Fundación Campomar‐カンポマール基金生化学研究所）を設立し、所長に就任した。建物は、ホールを中心に5つの研究室・中庭・更衣室や浴室・キッチンを持った立派なものだった。
この研究所は1949年頃には資金難に見舞われていたが、ルイを中心とし、肝臓内部での脂肪酸の酸化還元反応やイーストの糖合成を化学的に説明する根拠を明らかにするなどの業績をあげた。また、J. M. ムニョスと共同で、科学研究で初めて得られた活性な無細胞系を作り出した。これは、従来の細胞研究に携わる多くの科学者たちが、生体から切り離すことが不可能と考えていた酸化反応であった。ルイとムニョスはこの成果を得る研究において、細胞の内容物を分離するために必要な高価な遠心分離機を入手できず、塩と氷を詰め込んだタイヤを回転させて代用する工夫もしていた。開所した年に組まれたRawell Caputo、Enrico Cabib、Raúl Trucco、Alejandro Paladini、Carlos Cardini、José Luis Reissigらをメンバーとするチームは、腎機能不全とアンギオテンシンが高血圧症を引き起こすメカニズムを解明した。また研究所のローウェル・カピュートは、乳腺の研究を通じて炭水化物が貯蔵され、それがエネルギーの状態に変換され貯蔵される流れを発見した。

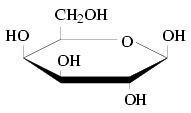
ガラクトースの投影式。ルイのチームはガラクトース血症の研究からこれを発見し、疾患の原因がガラクトースをグルコースに変換する酵素であるガラクトース-1-リン酸ウリジリルトランスフェラーゼの欠損にあることを突きとめた。

1948年初頭、ルイと彼のチームは、糖ヌクレオチドが炭化水素代謝の基礎となることを発見し、生化学分野におけるカンポマール研究所の名を世界中に知らしめ、彼自身もアルゼンチン科学学会賞を授与された。この前後、ルイたちは糖タンパク質の研究に打ち込んでおり、その成果としてガラクトースが新陳代謝されるメカニズム（これはルロワール経路（Leloir pathway）と命名された）の主な流れを明らかにし、ガラクトース血症が遺伝子疾患を原因とする乳糖不耐症がもたらす疾患だと結論づけた。
翌年、ブエノスアイレス大学自然科学部長のローランド・ガルシアの要請に応じ、ルイとCarlos Eugenio CardiniとEnrico Cabibの三人は、学内に新設される生化学研究所の事実上の教授に就任した。この研究所はアルゼンチンの各大学が取り組む研究開発をサポートするだけではなく、アメリカ・日本・イギリス・フランス・スペインやラテンアメリカ諸国などから優秀な研究者を招くために設立された。出資者であったカンポマールは1957年に亡くなったが、支援を要請したアメリカ国立衛生研究所からあっけない程に出資の承諾を受け、研究を続けることが出来た。さらに1958年にはアルゼンチン政府の援助を受け、研究所は元女子校だった敷地に移転した。ルイが設立し、多くの仲間とともに数々の業績を世に送り出した研究所は、アルゼンチンの研究協議会やブエノスアイレス大学と密接に連携を取りながら、今も数々の卓越した研究成果を成し遂げ続けている。

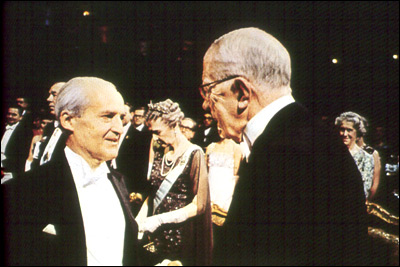
ルイ(左)にノーベル賞を授与するグスタフ6世アドルフ

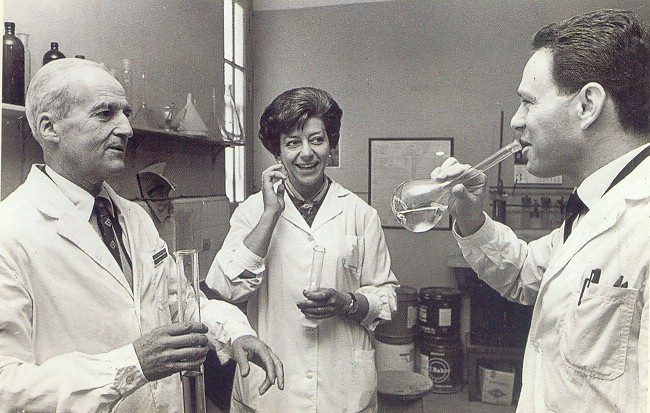
フラスコの祝杯でノーベル賞受賞を祝うルイ(左)と同僚たち。1970年12月10日

### ノーベル賞
1970年12月2日、ルイはラクトースの新陳代謝経路（ルロワール経路）の発見など「糖ヌクレオチドの発見と糖生合成におけるその役割についての研究」が評価されノーベル化学賞が授与された。これは、ノーベル賞全分野においても、アルゼンチン人としては三人目の快挙だった。ストックホルムで行われた授賞式のスピーチで彼は、ウィンストン・チャーチルの1940年庶民院でのフレーズを借用し「never have I received so much for so little（ちょっとの成果でこれだけのものを戴いたのは初めてです）」と語った。
ルイは、彼の業績が持つ意義について質問された時、「これは非常に大きなプロジェクトのほんの一歩です。私…いや私たちチームは細胞代謝内の糖ヌクレオチドについてその機能を発見した。これを説明するのは簡単ではないが、多くの人に理解してもらいたい。私たちが知ったことはほんの僅かなことで、為すべきことはたくさんあるのです」と語った。
ノーベル賞の賞金80,000ドルは試験研究費に充てられ、つつましさと倹約がお約束になっていた長年の状態から思いがけない形で脱却できたルイとカンポマール基金研究所の面々は、試験管やフラスコに注いだシャンパンで乾杯したと伝わっている。

### 晩年
ルイはその謙虚さ、集中力や粘り強さから、「真の科学の修道士」との異名を持っていた。毎朝、妻のアメリアは愛車フィアット・600を運転して彼をJulián Alvarez通り1719番地の研究所まで送り、当のルイはいつもと同じ灰色の作業着姿で現れた。そして、いつもと同じ藁製の椅子に腰掛けて仕事に取り組み、昼になると持ち込んだ肉のシチューを皆に勧め、時間を節約するために研究所内で一緒に食べていた。その献身的なまでに一心不乱に研究に打ち込む姿から誤解されがちだが、ルイはとても社交的な性格で、ひとりで仕事をするなど考えもつかないと述べていた。

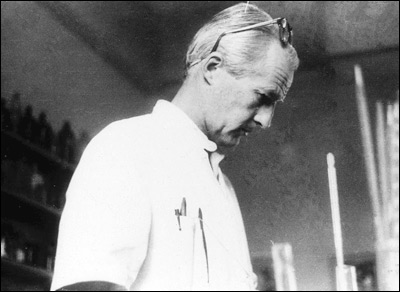
1960年当時のルイ

研究の一線から身を引いてからも、ルイはブエノスアイレス大学自然科学部での教鞭を続け、時間が許す限りアメリカの酵素学研究所やケンブリッジ大学に通い学問を修める労を惜しまなかった。一方で彼は、第三世界科学アカデミー（Third World Academy of Sciences）設立にも積極的に携わった。
ルイは1983年の『Annual Review of Biochemistry』に短い自伝『Long Ago and Far Away』を寄稿している。ウィリアム・ハドソンの小説からタイトルを取ったこの自伝では、自然が豊かで風光明媚な田舎で過ごした少年時代のことが情景豊かに語られている。
1987年12月2日、研究所から帰宅したルイは心臓発作に倒れ、帰らぬ人となった。彼はブエノスアイレスのラ・レコレタ墓地に埋葬された。友人であり研究所の同僚でもあったマリオ・バンジは「政治的な紛争の渦中にある発展途上国においても、国際的なレベルの科学的研究は不可能ではないことを示した」ことがルイの残した大きな遺産だと述べた。そして、ルイの強い忍耐が大きな成果をもたらしたとも語った。この例として、深刻な財政難の中でも研究を続けるために手製の装置やいろいろな工夫をこらし、また本棚を雨漏りから守るために撥水性ボール紙で間に合わせの排水樋を作るなど、逆境にもめげないルイのエピソードが残されている。
彼が情熱をかけて守った研究所は、その名をFundación Instituto Leloirに変え、21,000平方フィート（約2,000平方メートル）の敷地に彼の志を継いだ20人の主任研究員、42人の技術者と事務担当者、8人の博士号取得者に20人のPh.D.候補者を抱える大研究所となった。そこでは、アルツハイマー型痴呆、パーキンソン症候群および多発性硬化症などを含む様々な研究が日夜行われている。

## 受賞

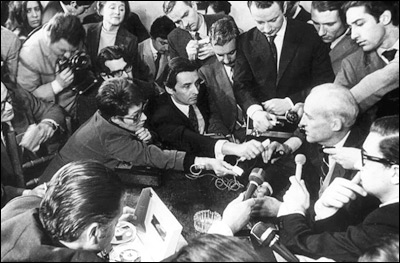
ノーベル賞受賞のインタビューに答えるルイ

- 1943年 Third National Science Award
- 1948年 Premio de la Sociedad Científica Argentina
- 1958年 T. Ducett Jones Memorial Award
- 1965年 Bunge and Born Foundation Award
- 1966年 ガードナー国際賞
- 1967年 コロンビア大学よりルイザ・グロス・ホロウィッツ賞
- 1968年 Benito Juárez Award（ベニート・フアレス賞）
- 1968年 Honorary Doctorate from Universidad Nacional de Córdoba
- 1968年 Argentina Chemistry Association's José Jolly Kyle Award
- 1969年 Honorary member of the English Biochemical Society
- 1970年 ノーベル化学賞
- 1971年 Legion de Honor “Orden de Andrés Bello”
- 1976年 Bernardo O'Higgins en el Grado de Gran Cruz（ベルナルド・オイギンス賞）
- 1982年 レジオンドヌール勲章（フランス）

## 論文

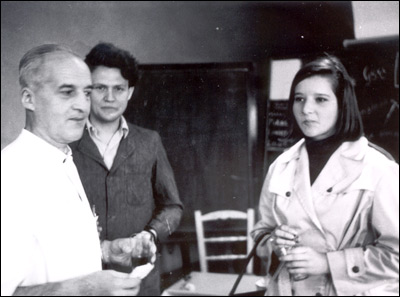
ルイ(左)、Armando Parodiと娘(母と同名)のアメリア(右)

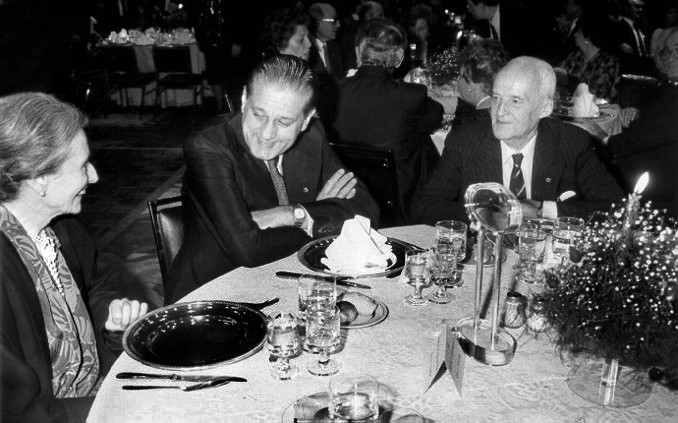
ルイ(右)と妻アメリア(左)、そして心臓外科手術の権威レネ・ファバロロ(中央)

- 1934年 "Suprarrenales y Metabolismo de los hidratos de carbono"
- 1940年 "Farmacología de la hipertensina"
- 1943年 "Hipertensión arterial nefrógena
- 1963年 "Perspectives in Biology"
- 1964年 "Renal Hipertensión"
- 1965年 "In Vitro Synthesis of Particulate Glycogen"
- 1967年 "Properties of Synthetic and Native liver Glycogen"
- 1983年 "Faraway and Long ago"
- 1984年 "Lipid-bond Saccharides containing glucose and galactose in agrobacterium tumefaciens"
- 1985年 "An Intermediail in Cyclic 1-2 Glucan Biosynthesis"

（共著）
- 1980年 "Lipid bound sugars in Rhizobium meliloti" (M. E. Tolmasky, R. J. Staneloni , R. A. Ugalde, and L. F. Leloir), Archives of Biochemistry and Biophysics no.203 pg.358-364.
- 1980年 "Presence in a plant of a compund similar to the dolichyl diphosphate oligosaccharide of animal tissue" (R. J. Staneloni, M. E. Tolmasky, C. Petriella, R. A. Ugalde, and L. F. Leloir), Biochemical Journal no.191 pg.257-260.
- 1981年 "Transfer of oligosaccharide to protein from a lipid intermediate in plants" (R. J. Staneloni, M. E. Tolmasky, C. Petriella, and L. F. Leloir), Plant Physiology no.68 pg.1175-1179.
- 1982年 "N-glycosilation of the proteins" (M. E. Tolmasky, H. K. Takahashi, R. J. Staneloni, and L. F. Leloir), Anales de la Asociación Química Argentina  no.70 pg.405-411.
- 1982年 "Structural correspondence between an oligosaccharide bound to a lipid with the repeating unit of the Rhizobium meliloti" (M. E. Tolmasky, R. J. Staneloni, and L. F. Leloir), Anales de la Asociación Química Argentina no.70 pg.833-842.

## 関連文献
- Lorenzano, Julio Cesar著 『Por los caminos de Leloir』 Editorial Biblos; 1a edition 1994年7月 ISBN 9-5078-6063-0
- Zuberbuhler de Leloir, Amelia著 『Retrato personal de Leloir』 Vol. 8, No. 25, pp. 45-46 1983年
- Nachón, Carlos Alberto著 『Luis Federico Leloir: ensayo de una biografía』 Bank Foundation of Boston 1994年